# Corpus Iuris Civilis
Corpus Iuris Civilis (łac. 'Ciało prawa cywilnego') – określenie całości wielkiej kompilacji prawa rzymskiego podjętej przez cesarza Justyniana I Wielkiego.
Justynian I Wielki wydając swoją kompilację prawa rzymskiego składającą się wówczas z Instytucji, Digestów i Kodeksu nie nadał jej konkretnej nazwy. Nazwa Corpus Iuris Civilis powstała w średniowieczu, dla odróżnienia od Corpus Iuris Canonici, użyta po raz pierwszy w druku w 1583 przez Dionizego Godefroy.
Części składowe
- Institutiones Iustiniani – podręcznik w 4 księgach będący równocześnie ustawą,
- Digesta Iustiniani – wybór cytatów z 38 wybitnych prawników w 50 księgach, uznany za obowiązujące prawo,
- Codex Iustinianus – zbiór konstytucji (ustaw) cesarzy począwszy od Hadriana,
- Nowele – wydawane sukcesywnie po zakończeniu kompilacji uzupełnienia do Kodeksu (choć nie były one pierwotnie zaliczane do kompilacji Justyniana, to w XVI wieku zaczęto je traktować jako integralną część Corpus Iuris Civilis)

Wyciąg z całości ustawodawstwa Justyniana w tłumaczeniu na grecki kazał sporządzić Leon VI Filozof (Opus Basilicon).